# حسن ادريس

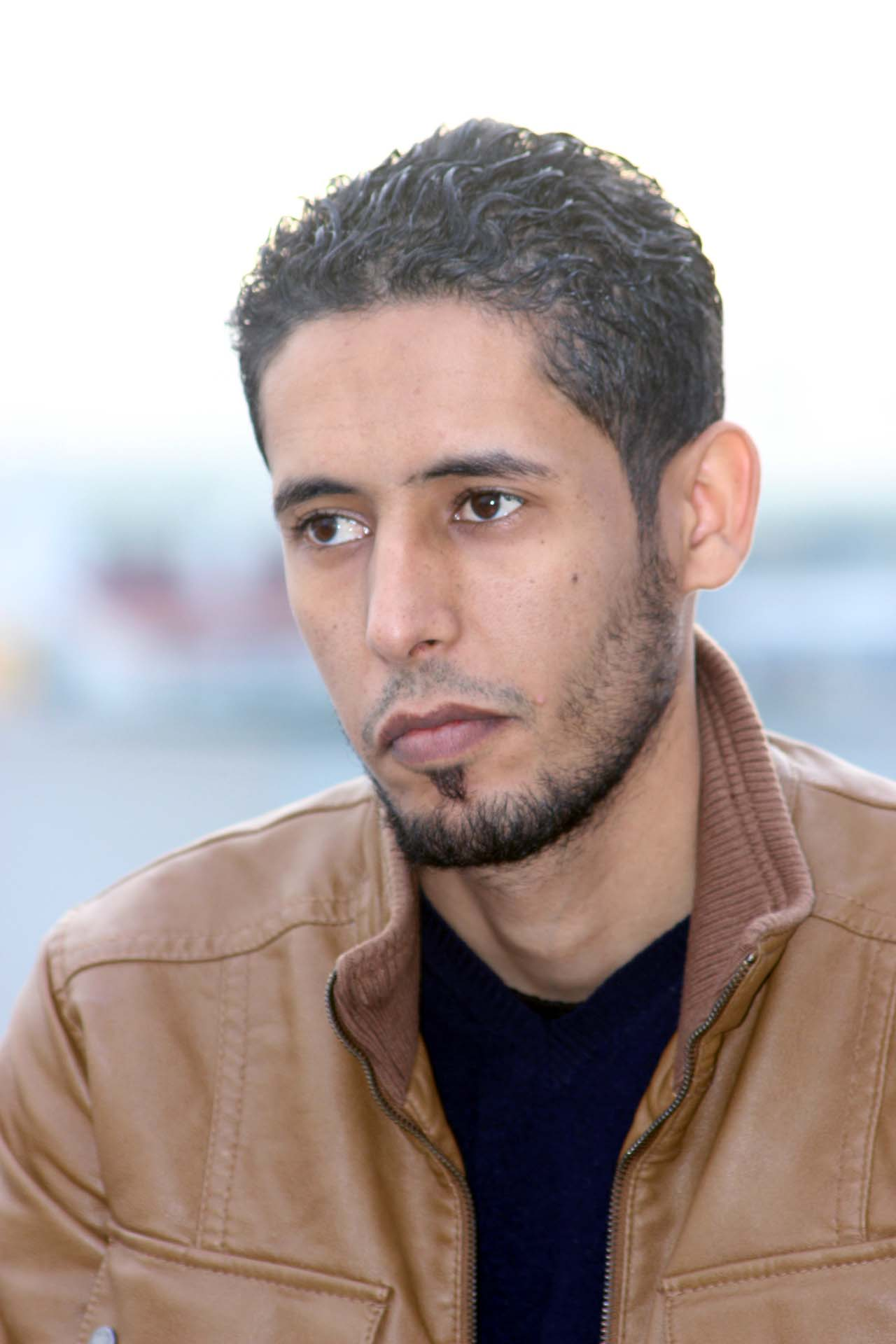
حسن ادريس

حسن ادريس (1988م) مخرج ليبي، حاز جائزة أفضل تصوير عن فيلمه «الخلاص» في مهرجان الدار البيضاء الدولي للفيلم الوثائقي وللفيلم القصير دورة 2021.

## سيرة
ولد حسن إدريس في 28 مارس 1988 بمدينة الكفرة جنوب شرق ليبيا. تلقى تعليمه في إحدى ضواحي مدينة الكفرة حتى انتهائه من التعليم الثانوي، بعد ذلك انتقل إلى مدينة بنغازي لاتمام تعليمه الجامعي وهنالك درس تخصص اذاعة وتلفزيون بكلية الاعلام جامعة بنغازي. ويعمل كمدرب مع أكاديمية دوتشي فيله الألمانية ومع عدد من مؤسسات التدريب المحلية والعالمية.

## أعماله
بدأ ادريس العمل الصحافي والفني منذ السنة الأولى بالجامعة، كونه التحق بفرقة المسرح الجامعي وعمل أيضا بعدد من القنوات الفضائية والمحلية تدرج في العمل حتى أصبح مخرجاً ومدربا. ومن أعماله: 
- العقاد سيرة ومسيرة (فيلم وثائقي) 2009
- حرب التويوتا (فيلم روائي) 2012
- ذاكرة واحة (برنامج تلفزيوني) 2017
- مشوار 1 (برنامج تلفزيوني) 2018
- مشوار 2 (برنامج تلفزيوني) 2019
- الخلاص (فيلم وثائقي) 2020
- عندك فكرة؟ (برنامج تلفزيوني) 2021
- برنامج ازمات (عمل كوميدي) 2021